# Charles Oman (économiste)
Pour les articles homonymes, voir Charles Oman.
Charles P. Oman, né le 30 septembre 1948 à San Francisco, est un économiste américain. De 1978 à 2010, il a travaillé au Centre de développement de l'OCDE, à Paris, où il était responsable de programmes de recherche en politique économique puis Responsable de la Stratégie. Depuis 2011, il enseigne à l'École des Affaires Internationales de l'Institut d'études politiques de Paris. Il est l'auteur de nombreux ouvrages et études sur le développement international, les rapports entre mondialisation et régionalisation, les nouvelles formes d'investissement international et la gouvernance d'entreprise.

## Biographie
Charles Oman a grandi à Berkeley, en Californie, où il a fait ses études primaires, secondaires, et universitaires. Il a obtenu un Bachelor of Arts et un PhD en économie à l'Université de Californie à Berkeley, en 1971 et 1978 respectivement. De 1973 à 1977, il a vécu à Lima, au Pérou, où il enseignait à la Graduate School of Administration (ESAN). Depuis 1978, il vit à Paris.

## Ouvrages
La plupart des ouvrages suivants sont disponibles en anglais et en français ; certains ouvrages sont également disponibles en espagnol.
- Corporate Governance: A Development Challenge, coécrit avec Daniel Blume, Policy Insights No.3
- Corporate Governance in Developing, Transition and Emerging–Market Economies, coécrit avec Steven Fries and William Buiter, OECD Development Centre Policy Brief 23
- Corporate Governance in Development: The Experiences of Brazil, Chile, India, and South Africa, codirigé avec Centre for International Private Enterprise, 2004
- Development is Back, codirigé avec Colm Foy and Jorge Braga de Macedo, OECD Development Centre 2002
- Corporate Governance and National Development, Development Centre Technical Paper No. 180, 2001.
- Policy Competition for Foreign Direct Investment : A study of Competition among Governments to Attract FDI, OECD Development Centre Studies, 2000.
- The Policy Challenges of Globalisation and Regionalisation, Development Centre Policy Brief No. 11, 1996.
- The Postwar Evolution of Development Thinking, MacMillan and Development Centre Study, 1991.
- Investing in Asia by Colm Foy, Charles P. Oman, Douglas H. Brooks, and Douglas H. Brooks, sous la direction de Charles P. Oman.